# Aggregor
 (février 2011).
Aggregor est un personnage de la saga Ben 10. Introduit dans le premier épisode de Ben 10: Ultimate Alien, il sert d'antagoniste majeur durant la majorité de la saison 1. Il est l'antagoniste à être apparu le plus de fois dans toute la saga, avec un total de onze épisodes.

Un mystérieux criminel extra-terrestre de la race des Osmosiens (dont fait également partie le protagoniste Kévin Levin), Aggregor passe l'essentiel de la saison à entreprendre un plan en plusieurs étapes dont l'objectif final n'est révélé que dans sa dernière apparition. Il est notable parmi les méchants de la saga pour son caractère instoppable : pendant l'essentiel de la saison, les héros ont été impuissants à se mettre en travers de sa route, tendant même à contribuer à sa réussite plutôt qu'à l'entraver, et ne parviennent à le vaincre que dans sa dernière apparition. Sur ce plan, le personnage rappelle certains antagonistes de manga, comme Aizen Sosuke.

## Biographie fictive
Un Osmosien, originaire de la planète Osmos-5, Aggregor refusait la croyance qu'absorber de l'énergie chez des êtres vivants rendait son espèce psychotique, n'y voyant qu'un prétexte des forts afin de contrôler les faibles. On peut présumer que cela le conduisit à absorber de plus en plus d'énergie d'origine alien, devenant ainsi de plus en plus dément et cruel.

### Ben 10: Ultimate Alien (saison 1)
A un certain point, Aggregor apprit l'existence de la Carte de l'Infinité, un arctefact composé de quatre fragments permettant, si elle était assemblée, de se rendre dans la Forge de la Création, la dimension d'origine des Celestialsapiens, une race alien omnipotente. Convoitant leurs pouvoir, qu'il appelait le "Prix Ultime", il se mit en tête de mettre la main sur cette carte. À cette fin, il entreprit de capturer cinq aliens de différentes planètes dans la Galaxie d'Andromède, chacun dotés de pouvoirs et de capacités de survie se complétant. En utilisant une machine sur sa planète d'origine pour amplifier son pouvoir d'absorbsion, il prévoyait de les absorber jusqu'à posséder leurs pouvoirs combinés à plein potentiel, acquérant ainsi les capacités nécessaire à survivre pour sa quête des pièces de la Carte d'Infinité.

Cependant, alors qu'il repartait pour sa planète, les cinq aliens s'évadèrent de leur cellule, et, après une série de péripéties, s'échappèrent du vaisseau. Aggregor endommagea cependant leur appareil de sauvetage au moment de la fuite, les forçant à se poser sur Terre sans possibilité de décoller. Après cela, les cinq aliens se dispersèrent, forçant Aggregor à s'arrêter pour les retrouver.
Réalisant que le héros terrien Ben 10 et son équipe avaient pris conscience de la présence des cinq aliens, et tentaient de les secourir, Aggregor utilisa le signal émit par l'Ultimatrix de Ben pour traquer ses fugitifs. Il les récupéra un par un, presque tous avec une aide involontaire.

Alors qu'il reconduisait le dernier alien, Ra'ad, à son vaisseau, Aggregor fut pris dans une embuscade par les Plombiers. Il leur échappa aisément, mais l'un d'entre eux parvint à endommager les réacteurs de voyage spatial de son vaisseau, le coinçant sur Terre. Incapable de regagner sa planète, Aggregor dut changer de stratégie. Il sacrifia son vaisseau endommagé dans une diversion pour occuper les Plombiers, et se rendit à la ville fantôme de Los Soledad, où il utilisa un prototype raté de machine à voyager dans le temps comme substitut à celle qu'il avait prévu d'utiliser pour absorber les cinq aliens. Lorsque Ben, Gwen, Kévin et Max arrivèrent pour tenter de l'arrêter, il parvint à gagner du temps en les forçant à combattre les cinq aliens sous contrôle mental. Finalement, malgré un dernier effort de Ben, Aggregor absorba les cinq aliens, ne laissant rien d'eux et devenant un hybride instoppable des cinq.

Doté de ses nouveaux pouvoirs, Aggregor n'eut aucun mal à vaincre ses adversaires, et les laissa assommés avant de se lancer à la recherche des pièces de la Carte d'Infinité. Ben et son groupe, informés de cet objectif par Azmuth, voyagèrent dans l'espace pour tenter de récupérer les pièces avant lui, mais ne parvinrent généralement qu'à lui faciliter la tâche. Ils échouèrent à l'empêcher de rassembler les quatre pièces, complétant la carte et partant pour la Forge de la Création.

Grâce à l'aide de Paradox, Ben, Gwen et Kévin, accompagnés d'une version enfant de Ben accidentellement amenée dans le présent par ce dernier, atteignirent également la Forge de la Création, mais s'avérèrent une fois encore incapable de le vaincre. Sur la suggestion du Ben enfant, Kévin absorba de l'énergie dans l'Ultimatrix, se créant une forme hybride propre, et parvint enfin à vaincre Aggregor avant qu'il n'absorbe l'énergie d'un bébé Celestalsapiens. Il absorba ensuite les pouvoirs d'Aggregor, le ramenant à sa forme Osmosienne d'origine.

## Personnalité
Aggregor est arrogant, froid, impitoyable, calculateur et assoiffé de pouvoir. Il n'éprouve aucun scrupule à tuer pour atteindre ses objectifs, même s'il s'agit d'innocents, et ne combat que s'il estime que ça en vaut la peine.
On constate que, sur Terre, il ne s'est lancé que rarement en personne dans le combat et utilise la ruse. Exemple, Bivalvan, Galapagaus et Pandore se sont fait capturer après que Ben et son équipe sont passés les rassurer. C'est le même cas pour Andreas, laissé pour mort par Ben mais Aggregor n'a pas hésité à revenir le chercher. La capture de Ra'ad a été un peu plus dure puisque ce dernier est rentré dans l'Ultimatrix mais Aggregor le capture aussi.
De ce qui est pour ce procurer la carte, il laisse Ben et les autres affronter les diverses épreuves et arrive presque toujours au moment où ils vont l'avoir. 
En revanche, lorsqu'il se lance en personne dans le combat, il attaque, combat de façon impitoyable et avec un plan de bataille bien étudié, ce qui lui garantit une victoire rapide et sûre, comme il l'a prouvé lors de la capture de Ra'ad, le dernier des fugitifs aliens. Ce mode opératoire rappelle par beaucoup de points celui de Vilgax.

## Pouvoirs et capacités
Comme Kévin, Aggregor est un Osmosien, et possède en conséquence la capacité d'absorber par contact physique toute variété d'énergie. Cette énergie est alors stockée dans son corps, mais peut s'épuiser et disparaître s'il en fait un usage abusif. L'effet varie selon la variété d'énergie qu'il absorbe :
- l'énergie électrique lui permet de créer des décharges électriques et d'activer ou endommager des appareils électroniques ;
- l'énergie de la matière lui permet de donner à son corps les propriétés du matériaux touché ;
- l'énergie issue d'êtres vivants lui permet d'acquérir temporairement les pouvoirs et capacités de l'être vivant, avec un dixième de la puissance d'origine. Toutefois, ce procédé engendre chez les Osmosiens des tendances psychotiques, et est en conséquence un tabou.

À l'inverse de Kévin, qui a été vu utiliser tour à tour les trois variétés d'absorbsion (bien qu'il préfère actuellement se limiter à l'absorbsion de la matière, moins dangereuse que les deux autres), Aggregor a été vu utiliser exclusivement l'absorbsion d'énergie issue d'êtres vivants. Il démontre cependant plus de maîtrise que Kévin dans ce domaine : là où, lorsque Kévin absborbait de l'énergie, son corps subissait une mutation partielle le changeant en hybride humain/alien, Aggregor ne subit aucun changement physique lorsqu'il absorbe de l'énergie. Par exemple, lorsqu'il absorbe l'énergie d'un ami de Galapagus dans un épisode, son apparence reste la même, bien qu'il gagne le pouvoir d'ouvrir son poitrail pour révéler des ouvertures similaires à celles d'un Geochelone Aero et permettant de projeter du vent. Également, là où Kévin laissait ceux dont il absorbait de l'énergie indemne (ou simplement privés de pouvoirs dans le cas de Ultimate Alien), Aggregor absorbe jusqu'à l'énergie vitale de ses victimes, les réduisant à l'état de corps sans vie et décharnés.
En plus de ses pouvoirs d'absorbsion, Aggregor est un excellent combattant au corps à corps, comptant surtout sur une lance capable de projeter et contrôler l'électricité. C'est aussi un brillant stratège et calculateur, capable d'échalonner des plans complexes pour arriver à ses fins.
Après avoir absorbé ses cinq prisonniers aliens, Aggregor acquiert leurs pouvoirs combinés à pleine puissance, le rendant presque invincible. Il possédait alors, entre autres les pouvoirs d'hydrokinésie, électrokinésie, aerokinésie, géokinésie, télépathie, vol, projection de radiations nucléaires et intangibilité. Il était assez résistant pour endurer les coups à pleine puissance d'un Enormosaure enragé sans rien sentir, assez fort pour vaincre ce dernier en combat au corps à corps, et immunisé aux attaques à base de mana. Il pouvait survivre et se mouvoir dans l'eau et l'espace sans inconvénient, et voyager dans l'espace à grande vitesse sans vaisseau. Il perdit tous ces pouvoirs lorsque Kévin les absorba, le ramenant à l'état d'Osmosien normal.